# Costituzione della Georgia

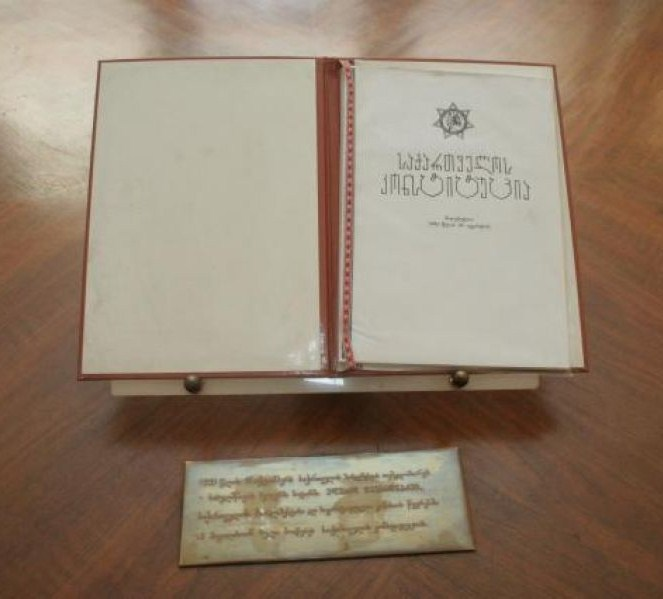
Costituzione della Georgia

La Costituzione della Georgia (georgiano: საქართველოს კონსტიტუცია, sak'art'velos konstituts'ia) è la legge suprema della Georgia.
È stata approvata dal Parlamento il 24 agosto 1995 ed è entrata in vigore il 17 ottobre, sostituendo il "Decreto sul potere dello Stato" del novembre 1992 che aveva funzionato come una legge fondamentale provvisoria.